# Gro Hammerseng-Edin
Gro Hammerseng-Edin, ursprungligen Hammerseng, född 10 april 1980 i Gjøvik, är en norsk tidigare handbollsspelare (mittnia/vänsternia).

## Klubbkarriär
Gro Hammerseng startade sin handbollskarriär 1990 i Gjøvik HK (1990–1995). Hon spelade ett år för  Raufoss IL (1995–1996) och sedan ett år i  Vardal IF (1996–1997) innan hon 17 år gammal började spela i seniorlaget Gjøvik och Vardal HK. Klubbarna slogs samman 1997. Hammerseng var lagkapten  i Gjøvik och Vardal under sina sex år i klubben. 2003 efter att hemstadens klubb haft stora ekonomiska problem började Hammerseng spela i den danska toppklubben Ikast-Bording, från november 2008 omdöpt till FC Midtjylland Håndbold. Gro stannade 7 år i Danmark men den 17 februari 2010 signerade hon ett kontrakt med norska toppklubben Larvik HK. Hon spelade sedan för Larvik tills hon slutade sin karriär 2017. Hammerseng-Edin avslutade handbollskarriären den 21 maj  2017, efter att han vunnit finalen i norska eliteserien  med Larvik den dagen. Hennes största merit inom klubbhandbollen i Danmark var att hon 2004 vann EHF:s cupvinnarcupen med Ikast-Bording. Med Larvik tog hon 2011 hem EHF Champions League. Hammerseng vann  den norska eliteserien  sju gånger med Larvik.

## Landslagskarriär
Hammerseng spelade i det norska ungdomslandslaget åren 1997–1999. Hon debuterade i A-landslaget 29 november 2000 mot Polen. Under sin landslagskarriär spelade Gro Hammerseng 167 landskamper och stod för 631 mål under karriären. Redan 2003 då hon bara var 23 år blev hon utsedd till lagkapten i landslaget. Hammerseng mästerskapsdebuterade i EM 2000 och Norge kom på sjätte plats i detta EM. Året efter i VM 2001 tog hon en silvermedalj, hennes första internationella stora merit. Hon vann sedan ytterligare ett silver i VM 2007 men 2011 då Norge tog VM-guld i Brasilien var hon inte med i landslaget så hon blev aldrig världsmästare. I EM gick det bättre än i VM och Hammeseng har 4 EM-medaljer varav 3 är guld. Hon var också med i OS-laget i Peking 2008 som vann OS-guld. Den 20 augusti 2009 förklarade Hammerseng att hon tog en paus från det norska landslaget på grund av flera skador. I maj 2010 meddelade Norges Handbollsförbund att hon skulle göra comeback i landslaget, och hon spelade 2010 i landslaget och var med i norska guldlaget i EM 2010  och det blev hennes sista mästerskapsmedalj.

## Individuella utmärkelser
- All-Star Team: Utsedd till EM:s bäste mittnia, och EM:s mest värdefulla spelare 2004
- All-Star Team: Utsedd till EM:s bäste mittnia. och EM:s mest värdefulla spelare 2006
- All-Star Team: Utsedd till VM:s bäste vänsternia 2007
- All-Star Team: Utsedd till EM:s bäste mittnia 2010
- Utsedd till  världens bäste kvinnliga handballspelare säsongen 2007.[6]

## Privatliv
Lars Hammerseng Gro Hammersengs bror spelade ishockey för Lillehammer ishockeyklubb. 
Hon var tillsammans med den finsk-norska handbollsspelaren Katja Nyberg i 5 år, mellan 2005 och 2010. Hon är sedan augusti 2013 gift med handbollsspelaren Anja Edin. Efter att paret blivit föräldrar publicerade de  2014 boken Anja + Gro = Mio: Kunsten å få barn. 2020 var hon under en tid sportkommentator i TV2 i Norge.